# Université populaire de Lausanne
Pour les articles homonymes, voir Université populaire (homonymie).
Fondée en 1951, l'Université populaire de Lausanne (UPL) est une association sans but lucratif suisse destinée à favoriser et à répandre le goût de l'étude.
Elle remplit une « mission d’utilité publique en donnant accès à la formation à toute personne, sans exception, souhaitant développer ses connaissances et ses compétences et participer au développement de la vie sociale, économique et culturelle de sa région ».

## Origines
Le 31 août 1951, l'Association pour l'Université populaire de Lausanne est fondée à l'initiative d'un mouvement de jeunes engagés en politique. L'institution est soutenue par le canton de Vaud, de la ville de Lausanne, l'Université de Lausanne, ainsi que par des associations patronales et syndicales.

Les premiers cours de l'UPL sont proposés en septembre 1951. L'institution se positionne alors comme suit : 

« L’Université populaire de Lausanne ne se pose pas en concurrente de l’Université ofﬁcielle, notre Alma Mater ; son ambition est d’éveiller en chacun le désir de connaître, de se cultiver, de s’intéresser à des problèmes sortant du cadre de ses occupations, et de lui donner des connaissances supérieures qui pourront lui être utiles dans son activité.
Une vingtaine de cours commenceront cet automne déjà. La plupart seront donnés par des professeurs universitaires sur des sujets touchant à la littérature, l’histoire, l’économie politique, le droit, les mathématiques et les sciences. »

Depuis, l'UPL a dispensé plus de 15 000 cours et réunis plus de 100 000 participants.

## Dates importantes
- 1951 : fondation de l'association[6]
- dès 1952 : organisation de spectacles
- dès 1957 : participation aux conférences internationales des Universités populaires, organisation de voyages d'études
- 1964 : projet « Cité des jeunes » dans le cadre de l'Exposition nationale pour construire un ensemble de bâtiments destinés à loger des étudiants.
- 1994 : fondation du chœur symphonique de l'UPL
- 2009 : obtention de la certification EduQua

## Organisation
L'UPL compte six employés, et environ 110 formateurs. 
L'institution se finance à hauteur de 90 % par l'écolage, et dans une moindre mesure par les cotisations de membres et les dons. Les autorités du Canton de Vaud et de la ville de Lausanne subventionnent l'association à hauteur de 10 %.
L’UPL est membre de l'Association des universités populaires suisses et de la Fédération des universités populaires du canton de Vaud.